# Phyllobothrium loliginis
Phyllobothrium loliginis is een lintworm (Platyhelminthes; Cestoda). De worm is tweeslachtig. De soort leeft als parasiet in andere dieren.
Het geslacht Phyllobothrium, waarin de lintworm wordt geplaatst, wordt tot de familie Phyllobothriidae gerekend. De wetenschappelijke naam van de soort werd voor het eerst geldig gepubliceerd in 1887 door Leidy.